# Bernard Baruch
Bernard Mannes Baruch (Camden, 19 agosto 1870 – 20 giugno 1965) è stato un imprenditore e politico statunitense.

## Biografia
Nacque a Camden, nella Carolina del Sud, da Simon e Isabelle (Belle) Baruch. Fu il secondo di quattro figli. Il padre era immigrato dalla Germania nel 1855 e fu chirurgo nell'esercito confederato di Robert E. Lee durante la Guerra civile americana. Sua madre era ebrea sefardita, figlia di Sailing Wolfe, un mercante di Winnsboro, e Sara Cohen, figlia del rabbino Hartwig Cohen di Charleston. Nel 1881 la famiglia si spostò a New York, dove Bernard terminò i suoi studi al City College. Divenne in seguito broker presso la A.Housman and Company. Qualche anno dopo acquistò un seggio al New York Stock Exchange per 18.000 dollari. Con questa attività a trent'anni era già molto ricco.
Nel 1903 fondò la propria casa di brokeraggio guadagnandosi la nomea di Lupo solitario di Wall Street, poiché non volle mai associarsi con altri broker. Nel 1910 era uno dei principali leader di Wall Street. Dopo il suo successo negli affari divenne consigliere dei presidenti democratici Woodrow Wilson e Franklin D. Roosevelt in campo economico. Durante la prima guerra mondiale fu nominato - in quanto specialista in materie prime e metalli - presidente del War Industries Board, organismo incaricato di organizzare l'economia di guerra statunitense.
Nel 1946 Baruch venne incaricato dal governo degli Stati Uniti di redigere un piano per giungere al disarmo in materia di armi atomiche. Il piano, passato alla storia come "Piano Baruch" prevedeva un rigido controllo internazionale sull'estrazioni dei minerali radioattivi, la produzione di materiale fissile nonché, più in generale, un controllo internazionale su ogni attività di ricerca ed applicazione sia militare che civile dell'energia nucleare. Il controllo sarebbe stato esercitato da un'autorità internazionale, l'"Atomic Development Authority", tutte le decisioni, comprese quelle sulle sanzioni da infliggere ad uno Stato inosservante, sarebbero state prese a maggioranza semplice: né gli Stati membri permanenti del Consiglio di Sicurezza delle Nazioni Unite avrebbero potuto esercitare il diritto di veto.
Gli Stati Uniti, l'unica potenza di allora dotata di armi nucleari e delle strutture scientifiche e industriali idonee ad assicurarne la produzione, non avrebbero per il momento smantellato l'arsenale nucleare né interrotto la produzione di armi atomiche. È conseguentemente comprensibile che l'Unione Sovietica abbia rigettato il piano proposto, che l'avrebbe privata del diritto di veto ed avrebbe consentito ispezioni sulla propria economia statalizzata e rigidamente pianificata. Anzi l'Unione Sovietica propose un piano alternativo, il cosiddetto "Piano Gromyko" in cui si caldeggiava l'immediato smantellamento dell'arsenale atomico (il che avrebbe minato la posizione di superiorità strategica degli Stati Uniti) ed escludeva la costituenda autorità internazionale da controlli diretti sull'economia degli Stati.
È ovvio che tale controproposta non venne accolta dagli Stati Uniti (Fonte: P.M.S. Blackett, "Conseguenze politiche e militari dell'energia atomica", Torino, Einaudi, 1949). Si attribuisce a Baruch la coniazione del termine Guerra fredda come definizione della tensione tra le due super potenze, americana e sovietica, nel dopoguerra.
Gli è intitolato il Baruch College di New York, che fa parte della City University of New York.